# William F. Clinger

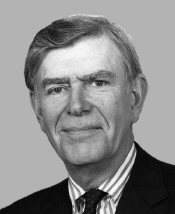
William F. Clinger

William Floyd Clinger Jr. (* 4. April 1929 in Warren, Pennsylvania; † 28. Mai 2021 in Naples, Florida) war ein US-amerikanischer Politiker. Zwischen 1979 und 1997 vertrat er den Bundesstaat Pennsylvania im US-Repräsentantenhaus.

## Werdegang
William Clinger besuchte die öffentlichen Schulen seiner Heimat und danach bis 1947 die Hill School in Pottstown. Daran schloss sich bis 1951 ein Studium an der Johns Hopkins University in Baltimore an. Während des Koreakrieges diente er ab 1951 in der US Navy. Er blieb bis 1955 beim Militär. Zwischen 1955 und 1962 arbeitete er für die Firma New Process Co. in seiner Heimatstadt Warren. Nach einem Jurastudium an der University of Virginia in Charlottesville und seiner 1965 erfolgten Zulassung als Rechtsanwalt begann er in diesem Beruf zu praktizieren. Gleichzeitig schlug er als Mitglied der Republikanischen Partei eine politische Laufbahn ein. In den Jahren 1967 und 1968 war er Mitglied eines Verfassungskonvents des Staates Pennsylvania; im August 1972 nahm er als Delegierter an der Republican National Convention in Miami Beach teil, auf der Präsident Richard Nixon zur Wiederwahl nominiert wurde.
Bei den Kongresswahlen des Jahres 1978 wurde Clinger im 23. Wahlbezirk von Pennsylvania in das US-Repräsentantenhaus in Washington, D.C. gewählt, wo er am 3. Januar 1979 die Nachfolge des Demokraten Joseph S. Ammerman antrat. Nach acht Wiederwahlen konnte er bis zum 3. Januar 1997 neun Legislaturperioden im Kongress absolvieren. Seit 1993 vertrat er dort als Nachfolger von Richard T. Schulze den fünften Distrikt seines Staates. Von 1995 bis 1997 war er Vorsitzender des Committee on Government Reform and Oversight. 1996 verzichtete er auf eine weitere Kandidatur.
Seit dem Ende seiner Zeit im US-Repräsentantenhaus war William Clinger als Senior fellow for the Study of American Government an der Johns Hopkins University tätig.